# جهانی شدن در پرسش: اقتصاد بین‌المللی و امکانات حکومتی
جهانی شدن در پرسش: اقتصاد بین‌المللی و امکانات حکومتی (به انگلیسی: Globalization in Question: The International Economy and the Possibilities of Governance) کتابی است در نقد جهانی شدن اثر پل هرست، گراهام تامپسون و سایمون بروملی در ۳۰۴ صفحه که نخستین بار در سال ۱۹۹۶ توسط انتشارات پالتی در کمبریج بریتانیا منتشر شد.

## پس‌زمینه
هرست و تامپسون خاطرنشان می‌کنند جهانی شدن موضوع مهمی است، نه تنها در علوم اقتصادی بلکه در علوم اجتماعی، علوم سیاسی و علوم مدیریت. صحبت‌های بسیاری در مورد دهکده جهانی وجود دارد و اغلب استدلال می‌شود که یک اقتصاد واقعاً جهانی ظهور کرده یا در حال ظهور است. بیشتر استدلال می‌شود اقتصاد جهانی در آنچه که می‌توان آن را فرضیه جهانی شدن نامید، راهبردهای اقتصادی داخلی را در مواجهه با بازار جهانی بی‌فایده کرده‌است که در آن نسل جدیدی از شرکت‌های واقعاً فراملیتی کنشگران مسلط هستند. نویسندگان می‌پرسند  فرضیه جهانی شدن تا چه اندازه تصویر دقیقی از چگونگی واقعی چیزهاست؟ آیا واقعاً باید این گونه باشد؟ یک عنصر جدلی قوی در کتاب وجود دارد.

## پنج انتقاد مهم بر فرضیه جهانی شدن
نویسندگان استدلال خود را بر اساس پنج نکته مرتبط زیر مطرح می‌کنند:
1. کسانی که تز جهانی شدن را پیش می‌برند، مفهوم منسجمی از اقتصاد جهانی ارائه نمی‌کنند که در آن نیروها و عوامل فراملی تعیین‌کننده باشند.
2. اشاره به شواهدی مبنی بر افزایش بین‌المللی شدن روابط اقتصادی از دهه ۱۹۷۰ به خودی خود دلیلی بر ظهور یک ساختار اقتصادی کاملاً «جهانی» نیست.
3. اقتصاد بین‌الملل در سده اخیر دستخوش تغییرات ساختاری عمده‌ای شده‌است و بین‌المللی‌سازی تجارت، جریان سرمایه و نظام پولی، در دوره‌های پیشین به‌ویژه از ۱۸۷۰ تا ۱۹۱۴ وجود داشته‌است.
4. شرکت‌های فراملیتی واقعاً جهانی (TNC) بسیار اندک هستند. بیشتر شرکت‌های به اصطلاح فراملی تنها شرکت‌های چند ملیتی هستند که از پایگاه‌های ملی متمایز به فعالیت خود ادامه می‌دهند.
5. چشم‌انداز تنظیم توسط همکاری‌های بین‌المللی، تشکیل بلوک‌های تجاری، و توسعه راهبردهای ملی جدید در نظر گیرنده بین‌المللی شدن، به هیچ وجه تمام نشده‌است.

## پنج ویژگی مهم اقتصاد بین‌المللی
هرست و تامپسون با انتقاد از یک نسخه قوی از تز جهانی شدن، پنج ویژگی اصلی اقتصاد بین‌الملل را شناسایی و بر آن تأکید می‌کنند:
1. مهم‌ترین روابط اقتصادی (و سایر روابط) هنوز روابط بین توسعه یافته‌ترین اقتصادهای بازار است.
2. بین‌المللی شدن پیشرونده بازارهای پول و سرمایه از دهه ۱۹۷۰ وجود داشته‌است.
3. حجم تجارت کالاهای نیمه ساخته و تولیدی بین اقتصادهای صنعتی افزایش یافته‌است.
4. توسعه پیشرونده شرکت‌های بین‌المللی (نه «جهانی شده») صورت گرفته‌است.
5. تشکیل بلوک‌های تجاری فراملی در سال‌های اخیر پیشرفت چشمگیری داشته‌است.

## نتیجه‌گیری
کیانی و اسکوفیلد می‌پرسند آیا فرضیه جهانی شدن اغراق شده‌است یا اینکه ما واقعاً در مرحله جدیدی در روابط بین‌المللی اقتصادی، سیاسی و فرهنگی قرار داریم؟ با انجام این کار، آنها پیکربندی فعلی گرایش‌های اقتصادی، سیاسی و فرهنگی بین‌المللی را ردیابی می‌کنند. آنها به پیامدهای این تحولات برای سیاست و جهت احتمالی آینده توسعه نگاه می‌کنند. همان‌طور که عنوان نشان می‌دهد، آنها بر اهمیت «حکومت» و راه‌هایی تأکید می‌کنند که دولت ملت‌ها و حکومت بین‌المللی ممکن است با فرآیندهای کار تعامل داشته باشند. هدف آنها رد استدلال کسانی است که فکر می‌کنند باید از نیروهای بازار جهانی اطاعت کرد یا نمی‌توان از آنها اطاعت کرد. نتیجه‌گیری آنها این است که هنوز فرصت‌هایی برای توسعه مکانیسم‌های حکمرانی در سطح اقتصاد بین‌المللی وجود دارد که نه حاکمیت ملی را تضعیف می‌کند و نه مانع ایجاد راهبردهای ملی برای کنترل بین‌المللی می‌شود.

## نظرات
- پرسش جهانی شدن - جهانی شدن در پرسش: اقتصاد بین‌المللی و امکانات حکومتی نوشته ویلیام کی. تاب، بررسی ماهانه، (اکتبر ۲۰۰۱)
- گلوبالونی ؟ توسط سوزان استرنج، بررسی اقتصاد سیاسی بین‌المللی، جلد ۵، شماره ۴ (زمستان، ۱۹۹۸)، صص ۷۱۱–۷۰۴.
- جهانی شدن و اسطوره دولت بی‌قدرت نوشته لیندا وایس، بررسی چپ جدید، جلد. الف، (۱۹۹۷)
- جهانی شدن در پرسش: اقتصاد بین‌المللی و امکانات حکومتی: پل هرست، گراهام تامپسون نوشته رولند رابرتسون، نشریه جامعه‌شناسی آمریکا، جلد. ۱۰۲، شماره ۴، (۱۹۹۷)